# Observatorio de Niza

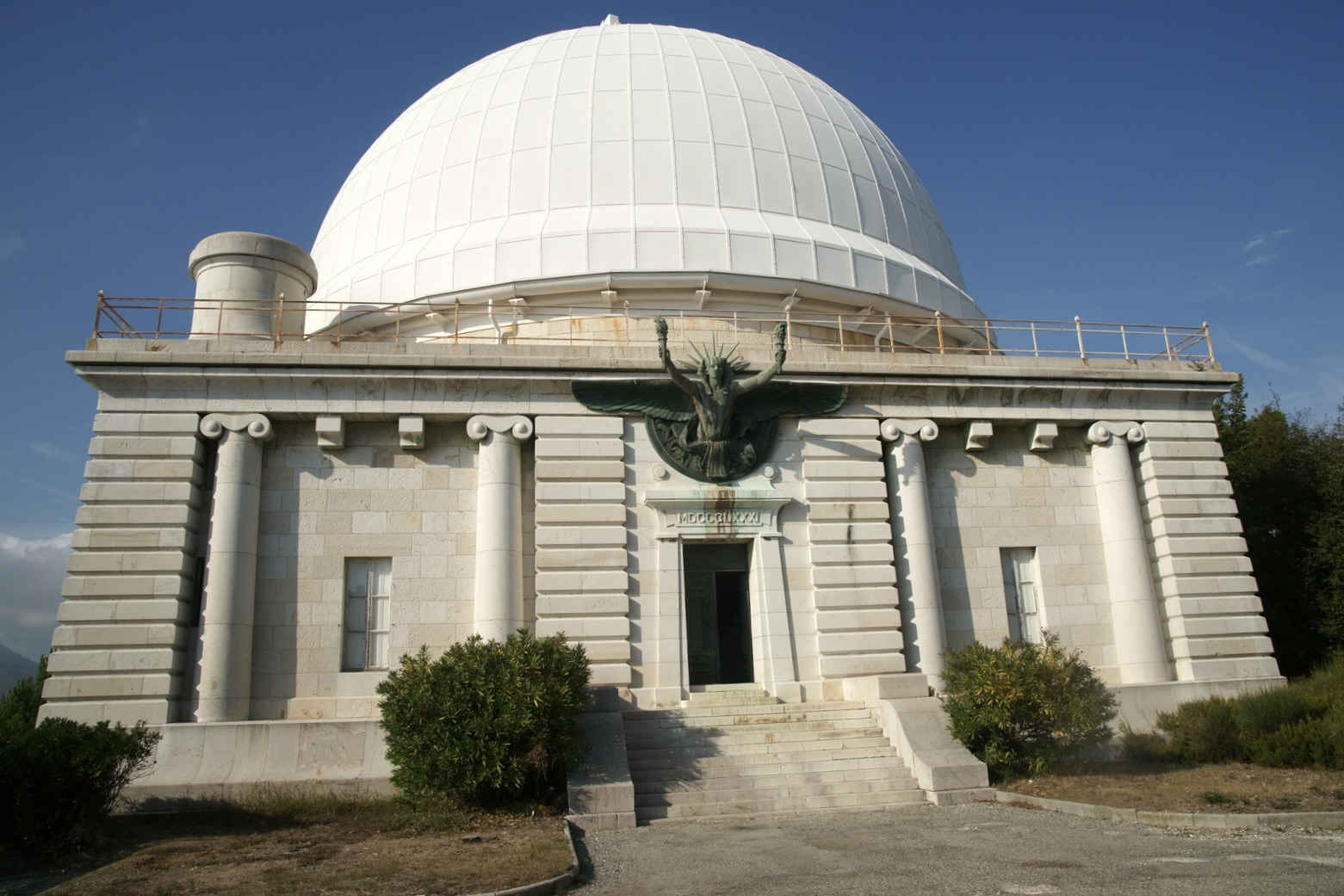
Exterior del observatorio

El observatorio de Niza es un observatorio astronómico situado en Niza, Francia, en la cima del monte Gros. El observatorio se comenzó a construir en 1879 por el banquero Raphaël Bischoffsheim. El arquitecto fue Charles Garnier mientras que Gustave Eiffel diseñó la cúpula.
El telescopio refractor de 76 cm (30") construido por Henry y Gautier comenzó a operar en 1887 siendo el mayor en un observatorio de uso privado y el primero a esa elevada altitud (325 m). Aunque tenía la misma apertura que el telescopio refractor del observatorio de Pulkovo en el imperio ruso, el telescopio francés se encontraba a mayor altitud. Ambos habían tomado el puesto del telescopio de 69 cm del Observatorio de Viena, siendo desbancados un año más tarde por el telescopio de 91 cm (36") del Observatorio Lick.
El observatorio ya no existe como institución científica independiente, habiéndose fusionado en 1986 con el CERGA (Centro de Inverstigación en geodinámica y astrometría de Francia) para formar el Observatorio de la Costa Azul.
El observatorio de Niza aparece en la película Simon Sez de 1999.